# The Best of Dean Martin
The Best of Dean Martin – kompilacyjny album muzyczny zawierający piosenki Deana Martina, wydany przez Capitol Records w 1966 roku. 

## Utwory
| A1 | That's Amore                           | 3:07 |
| A2 | You're Nobody 'Till Somebody Loves You | 2:13 |
| A3 | Volare (Nel Blu Dipinto Di Blu)        | 2:56 |
| A4 | It's Easy To Remember                  | 3:15 |
| A5 | Sway                                   | 2:42 |
| A6 | Return To Me                           | 2:41 |
| B1 | Memories Are Made Of This              | 2:15 |
| B2 | June In January                        | 2:46 |
| B3 | Come Back To Sorrento                  | 3:11 |
| B4 | Just In Time                           | 2:14 |
| B5 | I'm Yours                              | 3:11 |
| B6 | Hey, Brother, Pour The Wine            | 2:36 |